# Herb powiatu wolsztyńskiego
Herb powiatu wolsztyńskiego – jeden z symboli powiatu wolsztyńskiego, ustanowiony 22 sierpnia 2000.

## Wygląd i symbolika
Herb przedstawia na tarczy w polu czerwonym orła srebrnego ze złotymi szponami, dziobem, przepaską przez skrzydła i takimż pierścieniem na ogonie (symbol województwa wielkopolskiego). Na piersi orła tarcza sercowa srebrna, w której na trzech błękitnych belkach falistych (nawiązujących do ramion rzeki Obry) postać Madonny w błękitnej sukni i czerwonym płaszczu, ze złotą koroną na głowie i srebrną aureolą wokół głowy. Stoi ona na srebrnym półksiężycu. Otoczona owalną płomienistą złotą mandorlą. W prawej ręce trzyma srebrne berło, lewą podtrzymuje Dzieciątko Jezus, trzymające w prawej ręce jabłko królewskie, ze srebrną aureolą wokół głowy (herb Wolsztyna).